# Taugon
Taugon – miejscowość i gmina we Francji, w regionie Nowa Akwitania, w departamencie Charente-Maritime.
Według danych na rok 1990 gminę zamieszkiwało 610 osób, a gęstość zaludnienia wynosiła 39,003 osób/km² (wśród 1467 gmin regionu Poitou-Charentes Taugon plasuje się na 484. miejscu pod względem liczby ludności, natomiast pod względem powierzchni na miejscu 554.).